# جون إيلسون مكانغالا
جون إيلسون مكانغالا (بالإنجليزية: John Elson Mkangala)‏ (مواليد 25 ديسمبر 1962) هو ملاكم مالاوي، مثّل بلاده في الألعاب الأولمبية الصيفية 1988.

## روابط خارجية
جون إيلسون مكانغالا على موقع أوليمبيديا (الإنجليزية)